# 49号美国国道
49号美国国道（英語：U.S. Route 49）是一条南北方向的美国国道。该公路连接了密西西比州格尔夫波特和阿肯色州克莱县，全长516英里。